# سرودخوان سبزوزرد
سرودخوان سبزوزرد(نام علمی: Vireo flavoviridis) نام یک گونه از سرده سرودخوان است.